# Календар на православните църковни празници/Април

## Април
Посочени са неподвижните празници от православния календар, които всяка година се случват в един и същи ден.
- 1 април – Св. преподобна Мария Египетска. Св. свещеномъченик Аврамий Български
- 2 април – Св. преподобни Тит Чудотворец
- 3 април – Св. преподобни Никита Мидикийски
- 4 април – Св. преподобни Йосиф Песнописец и Георги Малея. Св. свещеномъченик Никита Серски
- 5 април – Св. мъченици Теодул и Агатопод
- 6 април – Св. Мартин Изповедник, папа Римски. Успение на св. Методий Славянобългарски
- 7 април – Св. преподобни Георги, епископ Митилински
- 8 април – Св. апостоли Иродион, Агав, Винидий и Руф
- 9 април – Св. мъченик Евпсихий
- 10 април – Св. мъченици Терентий и Помпий
- 11 април – Св. свещеномъченик Антип, епископ Пергамски
- 12 април – Св. преподобни Василий, епископ Парийски
- 13 април – Св. свещеномъченик Артемон
- 14 април – Св. Мартин, папа Римски
- 15 април – Св. апостоли Аристарх, Пуд и Трофим
- 16 април – Св. мъченици девица Агапия, Ирина и Хиония
- 17 април – Св. преподобни Симеон и Акакий
- 18 април – Св. преподобни Иоан. Св. мъченик Виктор
- 19 април – Св. преподобни Иоан Ветхопещерник
- 20 април – Св. преподобни Теодор Трихина
- 21 април – Св. свещеномъченик Януарий и Теодор
- 22 април – Св. преподобни Теодор
- 23 април – Св. мъченица Александра. Св. мъченик Лазар Български
- 24 април – Св. мъченик Сава Стратилат и Валентин
- 25 април – Св. евангелист Марк
- 26 април – Св. свещеномъченик Василий, епископ Амасийски
- 27 април – Св. свещеномъченик Симеон, брат Господен по плът
- 28 април – Св. апостоли Иасон и Сосипатър
- 29 април – Св девет мъченици в Кизик. Св. преподобни Мемнон Чудотворец
- 30 април – * Св. апостол Иаков Зеведеев[1]